# James Renwick Brevoort
Pour les articles homonymes, voir Brevoort.
James Renwick Brevoort, né le 20 juillet 1832 à Yonkers dans l'état de New York et décédé le 15 décembre 1918 dans la même ville aux États-Unis, est un peintre américain, connu pour ces paysages. Proche de la Hudson River School et du luminisme, il est connu pour ces paysages de la région de la Nouvelle-Angleterre.

## Biographie
James Renwick Brevoort naît à Yonkers dans l'état de New York en 1832. Il grandit dans le quartier du Bronx à New York, qui, à cette époque, était principalement rural. En 1850, il étudie l'architecture avec son cousin James Renwick Jr, l'architecte de plusieurs bâtiments new-yorkais, dont la cathédrale Saint-Patrick, l'église Saint-Nicolas-de-Myre, la Renwick Gallery et le bâtiment de la Smithsonian Institution. Il obtient un diplôme en architecture de l'université de New York en 1854, mais préfère se diriger vers la peinture. Il étudie à l'académie américaine des beaux-arts auprès du peintre Thomas Seir Cummings (en). Il y expose pour la première fois en 1856 et en devient membre en 1861.
Les paysages de Breevoort peint dans les années 1850 et 1860 portent le style de la Hudson River School et du luminisme, avec un travail tout particulier sur la lumière. Ses sujets de prédilection sont les collines, les champs et les rivières des comtés de Rockland et Westchester, la rivière Farmington de l'état du Connecticut et plus généralement les paysages côtiers et montagneux de la région de la Nouvelle-Angleterre. Il est élu à l'académie américaine des beaux-arts en 1863.
En 1873, après le décès de sa première femme, il épouse l'artiste Marie Louise Bascom. Il décide de mettre en vente l'intégralité de son studio, comprenant, en plus de ces œuvres, des tableaux d'autres peintres comme Alexander Helwig Wyant, William Hart (en), Jervis McEntee ou George Inness, afin de financer un long voyage en Europe.
Il séjourne d'abord en Italie, ou il réside principalement à Florence, avant de voyager à travers l'Europe. Il peint alors des tableaux représentant les lieux qu'il fréquente et observe. De retour aux États-Unis en 1880 après sa longue absence, il s'installe dans sa ville de naissance ou il continue à peindre, évoluant vers le style de l'American Barbizon School. Il s'essaie à l'aquarelle sur les conseils de son ami le peintre Samuel Colman. Il peint jusqu'au début des années 1910 et participe à la fondation de la Yonkers Art Association. Il décède chez lui en 1918.
Ces œuvres sont notamment visibles ou conservées à l'Hudson River Museum (en) de Yonkers, au musée de la ville de New York, au musée d'Art du comté de Los Angeles, au Florence Griswold Museum d'Old Lyme, au musée d'Art de Dallas et à la National Gallery of Art de Washington.

## Œuvres

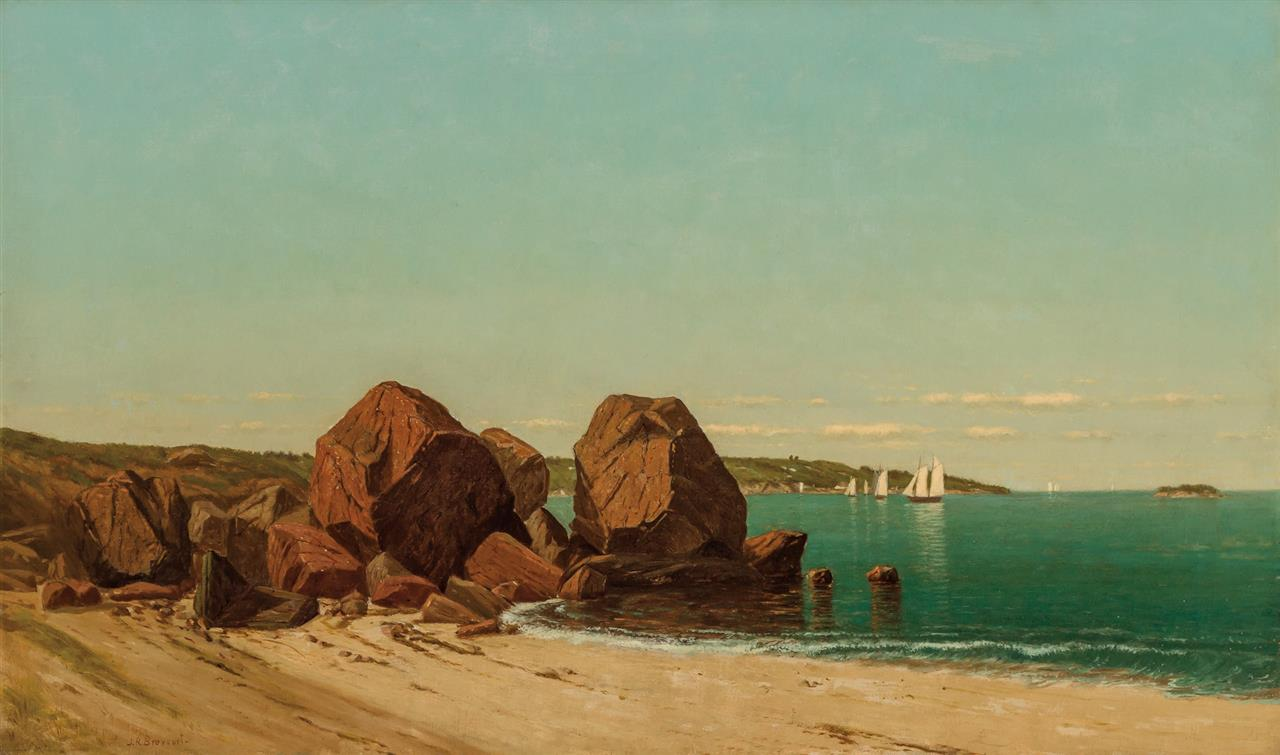
Half Moon Cove at Gloucester Bay, sans date
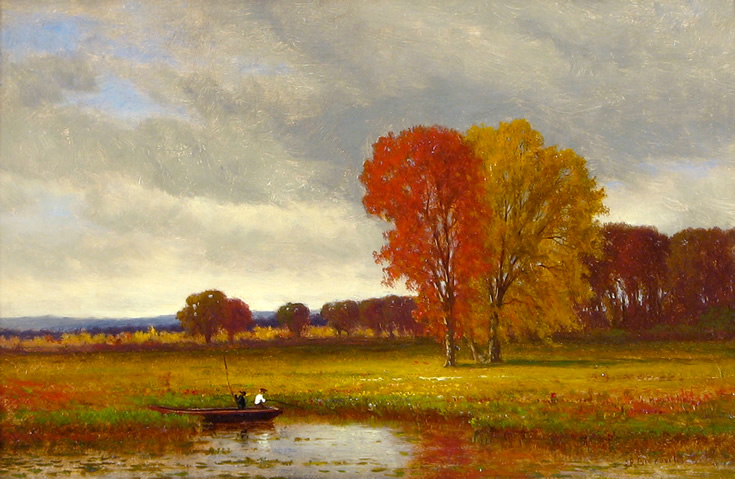
Autumn Meadows, vers 1868
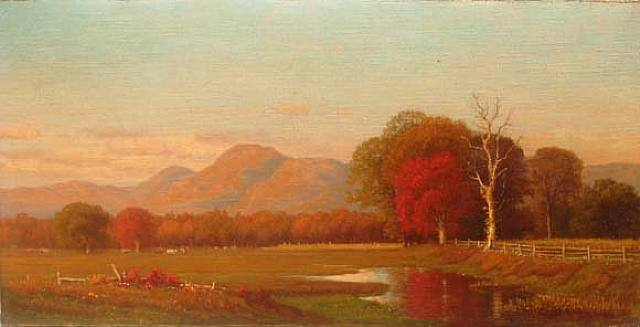
Summer Afternoon, 1868
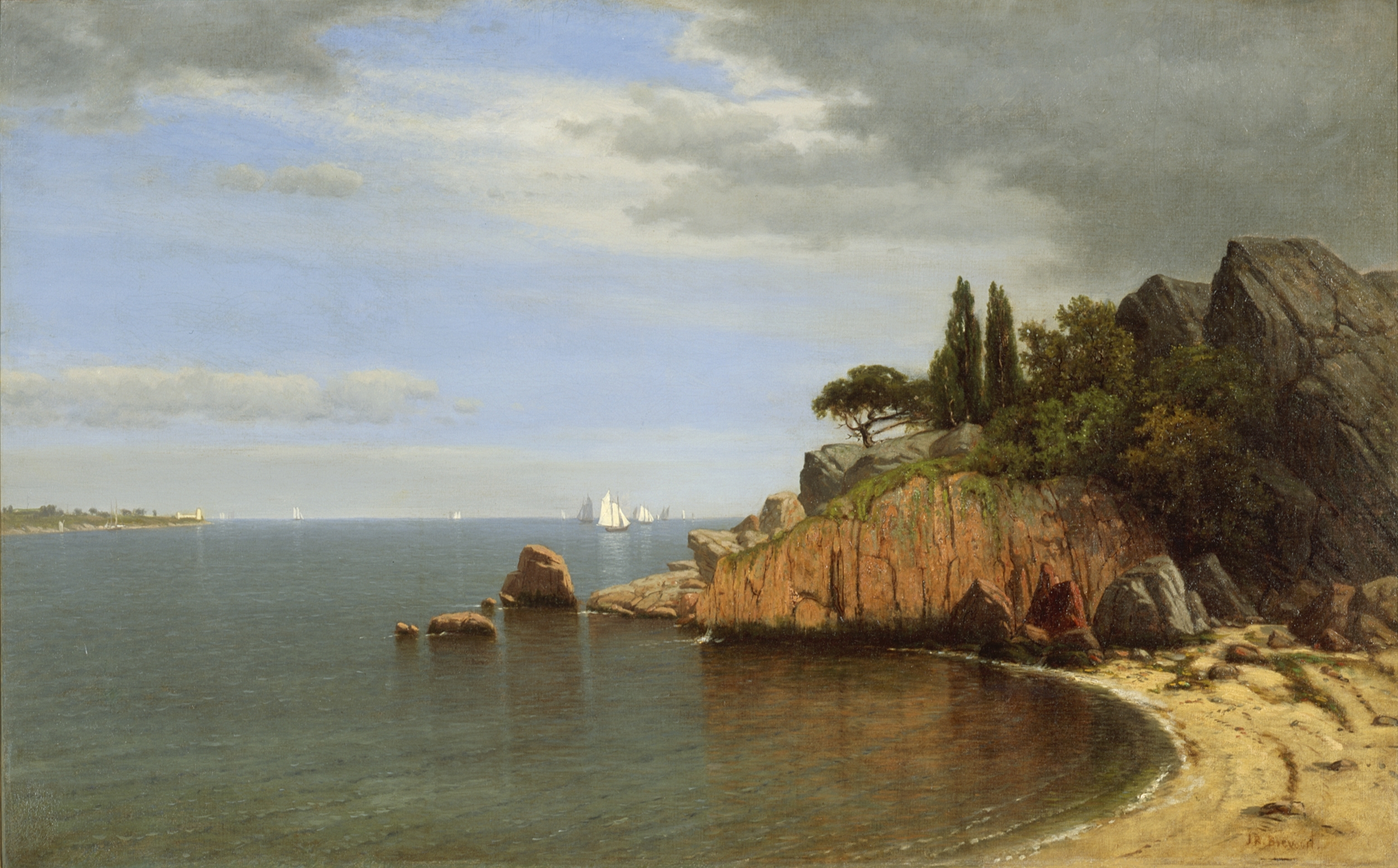
Inside Eastern Point, Gloucester Bay, 1871, Musée d'Art du comté de Los Angeles
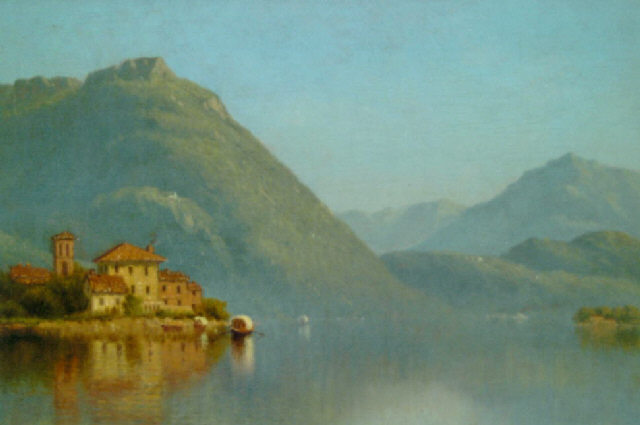
Lake Maggiore, Italy, 1875
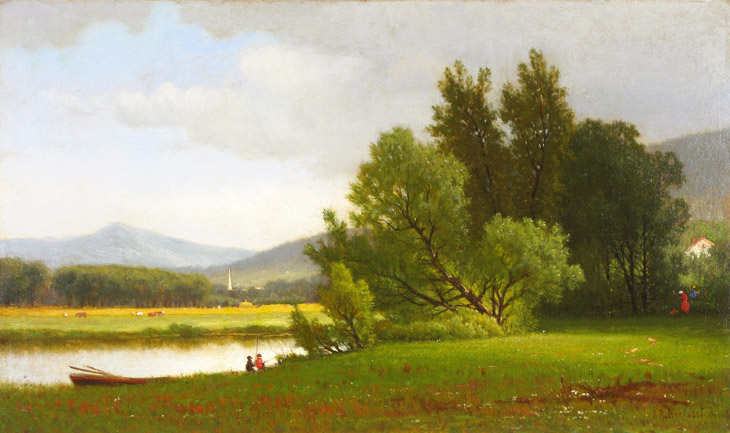
Summer Meadow, sans date